# Groupement de soutien de la base de défense des Antilles
Le groupement de soutien de la base de défense des Antilles (GSBdD Antilles) est un organisme militaire interarmées du service du commissariat des armées créé le 1er janvier 2011. Son rôle est de soutenir dans le domaine de l'administration générale et du soutien courant, toutes les unités militaires des forces armées aux Antilles.
Son état-major, est depuis septembre 2011 situé au sein du Fort Desaix, sur la commune de Fort-de-France.

## Organisation
La Direction du commissariat d’outre-mer (DICOM) et Groupement de soutien de la base de défense des Antilles (GSBdD Antilles) est une entité qui résulte de l'intégration des attributions de la DICOM et du Groupement de Soutien (GS) sous un même commandement. Cette fusion permet au GSBdD d'exercer à la fois des attributions de niveau local et de niveau intermédiaire.
La Direction du Commissariat d'Outre-Mer des Antilles est l'unique formation administrative des forces armées aux Antilles (FAA) dotée de l'autonomie financière. Elle est responsable de l'administration générale et du soutien commun des formations et organismes des FAA dans les Antilles.
La DICOM des Antilles est organisée autour d'une direction et de quatre services, répartis en Martinique et en Guadeloupe. La portion centrale en Martinique est répartie sur quatre emprises : Morne Desaix, Quartier Gerbault, Fort Saint-Louis et le PAE du Lamentin. En outre, une antenne de la DICOM est située en Guadeloupe, dans le quartier Dugommier.
La DICOM des Antilles relève pour emploi du Commandant Supérieur (COMSUP) des FAA. Le Directeur du Commissariat est le service exécutant unique de la base de Défense (BdD) et exerce également cette fonction pour le Régiment du service militaire adapté de la Martinique et le Régiment du service militaire adapté de la Guadeloupe. Il est également pouvoir adjudicateur de droit commun pour le domaine de l'administration générale-soutien commun.

## Missions
Le GSBdD des Antilles a pour mission principale d'assurer le soutien administratif, financier et logistique des forces armées aux Antilles,. Il contribue partiellement au soutien des RSMA de la Martinique et de la Guadeloupe, ainsi que des Commandements de la Gendarmerie (COMGEND).
Le Bureau Contentieux/Conseil Juridique (BCCJ) de la DICOM assure le conseil juridique au commandement, l'examen des conventions et protocoles, ainsi que la rédaction des arrangements techniques et autres documents conjoints de procédure encadrant les activités de coopération militaire avec les partenaires étrangers. De plus, il apporte un soutien juridique opérationnel en tant que LEGAD dans le cadre de l'armement du Poste de Commandement Interarmées (PCIA) des FAA.
D'autres entités telles que la cellule "correspondant SIC" sont responsables de la gestion du parc informatique et de l'interface avec la Direction interarmées des réseaux d'infrastructure et des systèmes d'information (DIRISI) pour la mise en place des systèmes lourds. De plus, un Bureau Prévention, Maîtrise des Risques Environnement et Incendie (PMREI) anime les actions relatives à la santé, à la sécurité au travail, à la prévention incendie et à l'environnement. Enfin, la section Ressources Humaines (RH) du personnel civil assure la gestion de proximité du personnel civil de la DICOM, en lien avec le bureau RH de l'État-Major Interarmées (EMIA).